# پرچم سیاه
پرچم سیاه یا استاندارد سیاه (عربی: الراية السوداء‎) که همچنین با عنوان پرچم عقاب (عربی: راية العقاب‎) یا به سادگی، پرچم (عربی: الراية‎) نامیده می‌شود، از پرچم‌هایی است که پیامبر اسلام بر اساس سنت مسلمانان، برافراشته است. این پرچم از نظر تاریخی توسط ابومسلم در قیام خود که منجر به جنبش سیاه‌جامگان در سال ۷۴۷ شد استفاده شده است و به همین دلیل به ویژه با خلافت عباسی مرتبط است. در فرجام‌شناسی اسلامی این پرچم یک نماد است (مبلغ ظهور مهدی) هر چند این سنت بر اساس موازین حدیثی ضعیف است.